# Jala Brat/Diskografie
Diese Diskografie ist eine Übersicht über die musikalischen Werke des bosnischen Rappers und Sängers Jala Brat. Den Schallplattenauszeichnungen zufolge hat er bisher mehr als 150.000 Tonträger verkauft. Seine erfolgreichste Veröffentlichung ist die Single Nema bolje mit über 30.000 verkauften Einheiten.

## Alben

### Studioalben
| Jahr | Titel Musiklabel            | Anmerkungen                           |
| ---- | --------------------------- | ------------------------------------- |
| 2012 | Riječ na riječ Selbstverlag | Erstveröffentlichung: 12. Juni 2012   |
| 2021 | Futura Imperia (EMDC)       | Erstveröffentlichung: 5. Oktober 2021 |

### Kollaboalben
| Jahr | Titel Musiklabel                           | Höchstplatzierung, Gesamtwochen, AuszeichnungChartplatzierungen (Jahr, Titel, Musiklabel, Platzierungen, Wochen, Auszeichnungen, Anmerkungen) | Höchstplatzierung, Gesamtwochen, AuszeichnungChartplatzierungen (Jahr, Titel, Musiklabel, Platzierungen, Wochen, Auszeichnungen, Anmerkungen) | Höchstplatzierung, Gesamtwochen, AuszeichnungChartplatzierungen (Jahr, Titel, Musiklabel, Platzierungen, Wochen, Auszeichnungen, Anmerkungen) | Anmerkungen                                              |
| Jahr | Titel Musiklabel                           | DE | AT | CH | Anmerkungen                                              |
| ---- | ------------------------------------------ | --- | --- | --- | -------------------------------------------------------- |
| 2014 | Pakt s đavolom Imperia (EMDC)              | — | — | — | Erstveröffentlichung: 13. Dezember 2014 mit Buba Corelli |
| 2016 | Stari Radio Imperia (EMDC)                 | — | — | — | Erstveröffentlichung: 1. November 2016 mit Buba Corelli  |
| 2016 | Kruna Imperia (EMDC)                       | — | — | — | Erstveröffentlichung: 15. November 2016 mit Buba Corelli |
| 2019 | Alfa & Omega Imperia (EMDC)                | — | — | — | Erstveröffentlichung: 1. Januar 2019 mit Buba Corelli    |
| 2023 | Goodfellas Imperia (EMDC)                  | — | AT10 (11 Wo.)AT | CH30 (1 Wo.)CH | Erstveröffentlichung: 21. Juli 2023 mit Buba Corelli     |
| 2024 | Goat Season – Part One Imperia (EMDC)      | — | AT22 (2 Wo.)AT | CH69 (1 Wo.)CH | Erstveröffentlichung: 16. Februar 2024 mit Buba Corelli  |
| 2024 | Goat Season – Part Two Imperia (EMDC)      | — | AT11 (13 Wo.)AT | CH41 (5 Wo.)CH | Erstveröffentlichung: 29. Juni 2024 mit Buba Corelli     |
| 2024 | Goat Season – Final Chapter Imperia (EMDC) | — | AT6 (24 Wo.)AT | CH39 (6 Wo.)CH | Erstveröffentlichung: 14. Dezember 2024 mit Buba Corelli |
| 2025 | Roze suze Imperia (EMDC)                   | DE95 (1 Wo.)DE | AT2 (… Wo.)AT | CH10 (7 Wo.)CH | Erstveröffentlichung: 6. Juni 2025 mit Buba Corelli      |

### Kompilationen
| Jahr | Titel Musiklabel                  | Anmerkungen                                              |
| ---- | --------------------------------- | -------------------------------------------------------- |
| 2020 | Best Imperia Collabs Selbstverlag | Erstveröffentlichung: 8. September 2020 mit Buba Corelli |

### Remixalben
| Jahr | Titel Musiklabel                       | Anmerkungen                                            |
| ---- | -------------------------------------- | ------------------------------------------------------ |
| 2018 | Imperia Remixes, Vol. 1 Imperia (EMDC) | Erstveröffentlichung: 19. August 2018 mit Buba Corelli |
| 2020 | Imperia Remixes, Vol. 2 Imperia (EMDC) | Erstveröffentlichung: 28. Mai 2020 mit Buba Corelli    |
| 2021 | Imperia Remixes, Vol. 3 Imperia (EMDC) | Erstveröffentlichung: 12. Mai 2021 mit Buba Corelli    |

### EPs
| Jahr | Titel Musiklabel    | Höchstplatzierung, Gesamtwochen, AuszeichnungChartplatzierungen (Jahr, Titel, Musiklabel, Platzierungen, Wochen, Auszeichnungen, Anmerkungen) | Höchstplatzierung, Gesamtwochen, AuszeichnungChartplatzierungen (Jahr, Titel, Musiklabel, Platzierungen, Wochen, Auszeichnungen, Anmerkungen) | Höchstplatzierung, Gesamtwochen, AuszeichnungChartplatzierungen (Jahr, Titel, Musiklabel, Platzierungen, Wochen, Auszeichnungen, Anmerkungen) | Anmerkungen                             |
| Jahr | Titel Musiklabel    | DE | AT | CH | Anmerkungen                             |
| ---- | ------------------- | --- | --- | --- | --------------------------------------- |
| 2011 | Replay Selbstverlag | — | — | — | Erstveröffentlichung: 26. Dezember 2011 |
| 2012 | Replay Selbstverlag | — | — | — | Erstveröffentlichung: 2012 mit Shtela   |
| 2019 | #99 Imperia (EMDC)  | — | AT21 (4 Wo.)AT | CH34 (1 Wo.)CH | Erstveröffentlichung: 8. September 2019 |

## Singles

### Als Leadmusiker
| Jahr | Titel Album                             | Höchstplatzierung, Gesamtwochen, AuszeichnungChartplatzierungen (Jahr, Titel, Album, Platzierungen, Wochen, Auszeichnungen, Anmerkungen) | Höchstplatzierung, Gesamtwochen, AuszeichnungChartplatzierungen (Jahr, Titel, Album, Platzierungen, Wochen, Auszeichnungen, Anmerkungen) | Höchstplatzierung, Gesamtwochen, AuszeichnungChartplatzierungen (Jahr, Titel, Album, Platzierungen, Wochen, Auszeichnungen, Anmerkungen) | Anmerkungen                                                                                        |
| Jahr | Titel Album                             | DE | AT | CH | Anmerkungen                                                                                        |
| --- | --------------------------------------- | --- | --- | --- | -------------------------------------------------------------------------------------------------- |
| 2017 | Bad Alfa & Omega                        | — | — | — | Erstveröffentlichung: 14. Juni 2017                                                                |
| 2017 | Glamur –                                | — | — | — | Erstveröffentlichung: 16. Juni 2017                                                                |
| 2017 | Ultimatum Alfa & Omega                  | — | — | — | Erstveröffentlichung: 4. August 2017 mit Buba Corelli                                              |
| 2017 | Mlada i luda Alfa & Omega               | — | — | — | Erstveröffentlichung: 23. Oktober 2017                                                             |
| 2017 | Nema bolje Alfa & Omega                 | — | AT40 Platin · (3 Wo.)AT | — | Erstveröffentlichung: 24. Dezember 2017 Verkäufe: + 30.000; mit Buba Corelli feat. RAF Camora      |
| 2018 | Mafia Alfa & Omega                      | — | — | — | Erstveröffentlichung: 13. Mai 2018 mit Buba Corelli                                                |
| 2018 | Ona’e Alfa & Omega                      | — | AT— PlatinAT | — | Erstveröffentlichung: 19. Juni 2018 Verkäufe: + 30.000; mit Buba Corelli feat. Coby                |
| 2018 | O kako ne bi Alfa & Omega               | — | — | — | Erstveröffentlichung: 25. Juni 2018                                                                |
| 2018 | Benga po snijegu Alfa & Omega           | — | — | — | Erstveröffentlichung: 22. Dezember 2018 mit Buba Corelli feat. Rasta                               |
| 2019 | Mila Alfa & Omega                       | — | — | — | Erstveröffentlichung: 15. Januar 2019 mit Buba Corelli                                             |
| 2019 | Bebi Alfa & Omega                       | — | — | — | Erstveröffentlichung: 9. April 2019                                                                |
| 2019 | Kamikaza Alfa & Omega                   | — | AT42 Gold · (2 Wo.)AT | — | Erstveröffentlichung: 15. August 2019 Verkäufe: + 15.000; mit Buba Corelli feat. Senidah           |
| 2019 | 99 (N3R4 Remix) Imperia Remixes, Vol. 2 | — | — | — | Erstveröffentlichung: 20. November 2019                                                            |
| 2019 | Mat –                                   | — | — | — | Erstveröffentlichung: 13. Dezember 2019                                                            |
| 2020 | Karantin –                              | — | — | — | Erstveröffentlichung: 14. April 2020 mit Buba Corelli                                              |
| 2021 | Divljam –                               | — | AT35 Gold · (2 Wo.)AT | — | Erstveröffentlichung: 16. Juli 2021 Verkäufe: + 15.000; mit Buba Corelli feat. Coby                |
| 2021 | Futura                                  | — | — | — | Erstveröffentlichung: 20. August 2021                                                              |
| 2021 | Trči –                                  | — | — | — | Erstveröffentlichung: 26. Oktober 2021                                                             |
| 2021 | Roze –                                  | — | AT60 Gold · (3 Wo.)AT | — | Erstveröffentlichung: 31. Dezember 2021 Verkäufe: + 15.000; mit Buba Corelli feat. Devito          |
| 2022 | Criminal –                              | DE36 (1 Wo.)DE | AT1 Gold · (6 Wo.)AT | CH18 (2 Wo.)CH | Erstveröffentlichung: 25. März 2022 Verkäufe: + 15.000; mit Buba Corelli feat. RAF Camora          |
| 2022 | Warsaw –                                | — | — | — | Erstveröffentlichung: 5. August 2022 mit Buba Corelli                                              |
| 2022 | Coco –                                  | — | AT55 (2 Wo.)AT | — | Erstveröffentlichung: 10. August 2022 mit Buba Corelli                                             |
| 2022 | LaMelo –                                | — | AT73 (1 Wo.)AT | — | Erstveröffentlichung: 12. September 2022 mit Buba Corelli                                          |
| 2022 | Terenac –                               | — | — | — | Erstveröffentlichung: 7. Dezember 2022 mit verschiedenen Interpreten                               |
| 2022 | Coco 2.0 –                              | DE87 (1 Wo.)DE | AT50 Gold · (1 Wo.)AT | CH71 (1 Wo.)CH | Erstveröffentlichung: 9. Dezember 2022 Verkäufe: + 15.000; feat. RAF Camora, Buba Corelli & Dardan |
| 2023 | Karamela –                              | — | AT23 (2 Wo.)AT | — | Erstveröffentlichung: 6. Januar 2023 mit Buba Corelli feat. Devito                                 |
| 2023 | S.O.S. –                                | — | AT52 (2 Wo.)AT | — | Erstveröffentlichung: 24. Februar 2023 mit Buba Corelli feat. DJ Architect                         |
| 2023 | Da li se me –                           | — | AT52 (2 Wo.)AT | — | Erstveröffentlichung: 22. April 2023 mit Buba Corelli                                              |
| 2023 | Désolé GoodFellas                       | — | — | — | Erstveröffentlichung: 23. Juni 2023 feat. Kalash Criminel                                          |
| 2023 | Padam GoodFellas                        | — | — | — | Erstveröffentlichung: 1. Juli 2023 mit Buba Corelli feat. Baby It’s Pablo                          |
| 2023 | Go Go –                                 | — | — | — | Erstveröffentlichung: 2. September 2023 mit Buba Corelli                                           |
| 2023 | Randevu –                               | — | — | — | Erstveröffentlichung: 17. Oktober 2023                                                             |
| 2024 | Puklo nebo Goat Season – Part One       | — | — | — | Erstveröffentlichung: 29. März 2024 feat. Elena & Medi                                             |
| 2024 | Gori more –                             | — | — | — | Erstveröffentlichung: 6. August 2024 mit Igor Buzov                                                |
| 2025 | Dumdum –                                | — | — | — | Erstveröffentlichung: 3. April 2025 mit Buba Corelli & Klijent                                     |
| 2025 | Don Diego –                             | — | AT23 (2 Wo.)AT | — | Erstveröffentlichung: 26. April 2025 feat. Buba Corelli & Gims                                     |
| Folgende Lieder erschienen nicht als Single, wurden aber durch das Album zum Download und Streaming bereitgestellt und konnten somit eine Platzierung erlangen: |                                         | | | | |
| |                                         | | | | |
| 2019 | Zove Vienna #99                         | — | AT36 Gold · (3 Wo.)AT | — | Charteinstieg: 20. September 2019 Verkäufe: + 15.000; feat. RAF Camora & Buba Corelli              |
| 2024 | Rosalia Goat Season – Part One          | — | AT73 (1 Wo.)AT | — | Charteinstieg: 5. März 2024 mit Buba Corelli                                                       |
| 2025 | Blaka blaka Goat Season – Final Chapter | — | AT67 (2 Wo.)AT | — | Charteinstieg: 14. Januar 2025 mit Buba Corelli feat. Elena                                        |
| 2025 | Tec-9 Roze suze                         | — | AT7 (7 Wo.)AT | — | Charteinstieg: 13. Juni 2025 mit Buba Corelli                                                      |
| 2025 | Numb Roze suze                          | — | AT31 (2 Wo.)AT | — | Charteinstieg: 13. Juni 2025 mit Buba Corelli feat. Rick Ross                                      |
| 2025 | 6 ujutru Roze suze                      | — | AT32 (1 Wo.)AT | — | Charteinstieg: 13. Juni 2025 mit Buba Corelli feat. Teodora Dzehverovic                            |
| 2025 | Roze suze                               | — | AT42 (1 Wo.)AT | — | Charteinstieg: 20. Juni 2025 mit Buba Corelli                                                      |

### Als Gastmusiker
| Jahr | Titel Album                                                        | Höchstplatzierung, Gesamtwochen, AuszeichnungChartplatzierungen (Jahr, Titel, Album, Platzierungen, Wochen, Auszeichnungen, Anmerkungen) | Höchstplatzierung, Gesamtwochen, AuszeichnungChartplatzierungen (Jahr, Titel, Album, Platzierungen, Wochen, Auszeichnungen, Anmerkungen) | Höchstplatzierung, Gesamtwochen, AuszeichnungChartplatzierungen (Jahr, Titel, Album, Platzierungen, Wochen, Auszeichnungen, Anmerkungen) | Anmerkungen                                                                                                  |
| Jahr | Titel Album                                                        | DE | AT | CH | Anmerkungen                                                                                                  |
| --- | ------------------------------------------------------------------ | --- | --- | --- | --- |
| 2016 | Ljubav je … Eurovision Song Contest Stockholm 2016 (Come Together) | — | — | — | Erstveröffentlichung: 30. März 2016 Dalal & Deen feat. Jala & Ana Rucner                                     |
| 2017 | Premija Best Imperia Collabs                                       | — | — | — | Erstveröffentlichung: 16. Februar 2017 Naida Bešlagić feat. Jala Brat & Buba Corelli                         |
| 2017 | Ego Best Imperia Collabs                                           | — | — | — | Erstveröffentlichung: 20. Februar 2017 Milan Stanković feat. Jala Brat & Buba Corelli                        |
| 2017 | Otrove Halo                                                        | — | — | — | Erstveröffentlichung: 27. März 2017 Severina feat. Jala Brat                                                 |
| 2017 | #Imamoproblem3 –                                                   | — | — | — | Erstveröffentlichung: 3. Juni 2017 King Mire feat. Sheik Ba, Jala Brat, Genocide, Makk, Sajfer, Santos & SMA |
| 2017 | Folira –                                                           | — | — | — | Erstveröffentlichung: 25. September 2017 Elena feat. Jala Brat                                               |
| 2017 | Bol –                                                              | — | — | — | Erstveröffentlichung: 3. November 2017 Bosnian Trouble feat. Jala Brat                                       |
| 2018 | Magija Best Imperia Collabs                                        | — | — | — | Erstveröffentlichung: 2. August 2018 Severina feat. Jala Brat & Buba Corelli                                 |
| 2020 | Pablo Best Imperia Collabs                                         | — | AT73 (1 Wo.)AT | — | Erstveröffentlichung: 1. Juli 2020 Milan Stanković feat. Jala Brat & Buba Corelli                            |
| 2022 | Makarov –                                                          | — | — | — | Erstveröffentlichung: 6. Oktober 2022 Ra Bra feat. Jala Brat & Mone                                          |
| 2022 | Shake It –                                                         | — | — | — | Erstveröffentlichung: 12. Dezember 2022 Devito feat. Jala Brat                                               |
| 2023 | Karamela –                                                         | — | — | — | Erstveröffentlichung: 15. Januar 2023 Nikolce Zver feat. Jala Brat, Buba Corelli & Devito                    |
| 2023 | Vajbuje Plava krv                                                  | — | — | — | Erstveröffentlichung: 22. Mai 2023 Devito feat. Jala Brat & Buba Corelli                                     |
| 2023 | Dans la tess –                                                     | — | — | — | Erstveröffentlichung: 23. Juni 2023 Ghetto Phénomène feat. Jala Brat                                         |
| 2024 | Ona nije ja :) (Remix) –                                           | DE— aDE | AT— aAT | CH— aCH | Erstveröffentlichung: 2. Februar 2024 Hava feat. Jala Brat                                                   |
| 2024 | 7ice –                                                             | — | AT37 (1 Wo.)AT | — | Erstveröffentlichung: 17. Mai 2024 Sajfer feat. Jala Brat & Buba Corelli                                     |
| Folgende Lieder erschienen nicht als Single, wurden aber durch das Album zum Download und Streaming bereitgestellt und konnten somit eine Platzierung erlangen: |                                                                    | | | | |
| |                                                                    | | | | |
| 2019 | LaLaLa Augen Husky                                                 | — | AT48 (1 Wo.)AT | CH95 (1 Wo.)CH | Charteinstieg: 22. September 2019 Olexesh feat. Jala Brat, Buba Corelli & DJ Katch                           |

## Musikvideos
| Jahr | Titel             | Regie                            |
| ---- | ----------------- | -------------------------------- |
| 2012 | Ne pitaj          | Dino Dizdarević                  |
| 2015 | Bol               | Arnej Misirlić                   |
| 2015 | Trinidad & Tobago | Arnej Misirlić                   |
| 2015 | Borba             | Arnej Misirlić                   |
| 2015 | Dom               | Arnej Misirlić                   |
| 2015 | Casino            | Emir Kapetanovic, Arnej Misirlić |
| 2015 | #Imamoproblem3    |                                  |
| 2016 | Anđeo             | Emir Kapetanovic, Arnej Misirlić |
| 2016 | Skandal           | Jasmin Pivic                     |
| 2016 | Ljubav je …       | Vedad Jasarevic                  |
| 2016 | Dominantna        | Jasmin Pivic                     |
| 2016 | Folira            | Toxic Entertainment              |
| 2016 | Restart           | Arnej Misirlić                   |
| 2016 | La Martina        | Jasmin Pivic                     |
| 2016 | Baksis            | Arnej Misirlić                   |
| 2017 | Premija           | David Ljubenovic                 |
| 2017 | Ego               | Ljubba                           |
| 2017 | Otrove            | Petar Pašić                      |
| 2017 | Balmain           | Dejan Milicevic                  |
| 2017 | Mala lomi         | Dejan Milicevic                  |
| 2017 | Ultimatum         | Arnej Misirlić                   |
| 2017 | Mlada i luda      | Ljuba Radojevic                  |
| 2017 | Nema bolje        | Toxic Entertainment              |
| 2018 | Mafia             | Dino Šehić                       |
| 2018 | Ona’e             |                                  |
| 2018 | O kako ne bi      | Arnej Misirlić                   |
| 2018 | V.I.P.            | Dino Šehić                       |
| 2018 | Magija            | Anže Škrube                      |
| 2018 | Benga po snijegu  | Ljuba Radojevic                  |
| 2019 | Mila              | Arnej Misirlić                   |
| 2019 | Bebi              | Dino Šehić                       |
| 2019 | Kamikaza          | Ljubba                           |
| 2019 | 99                | David Ljubenovic                 |
| 2019 | Gasira            | Dino Šehić                       |
| 2019 | Monika            | Sasa Dobrovski                   |
| 2019 | O.D.D.D.          | Arnej Misirlić                   |
| 2019 | Patek             | Dino Šehić                       |
| 2019 | Zove Vienna       | Dino Šehić                       |
| 2020 | Karantin          | Ljubba                           |
| 2020 | Pablo             | Arnej Misirlić                   |
| 2020 | Partijam          | Arnej Misirlić                   |
| 2021 | Divljam           | Nemanja Novaković                |
| 2021 | Bijele flase      | Arnej Misirlić                   |
| 2021 | Futura            | Arnej Misirlić                   |
| 2021 | Dugme             | Arnej Misirlić                   |
| 2021 | Moskva            | Arnej Misirlić                   |
| 2021 | Andale            | Ervin Golubovic                  |
| 2021 | Noć               | Haris Dubica                     |
| 2021 | LMTD              | Luka Matkovic                    |
| 2021 | Pilula            | Ervin Golubovic                  |
| 2021 | Maria             | Dino Šehić                       |
| 2021 | Dostojevski       | Luka Matkovic                    |
| 2021 | Film              | Tropical                         |
| 2021 | Adrenalina        | Kristjan Podgornik               |
| 2021 | Roze              | Luka Matković                    |
| 2022 | Criminal          | Arnej Misirlic                   |
| 2022 | Warsaw            | Arnej Misirlić                   |
| 2022 | Coco              | Luka Matković                    |
| 2022 | LaMelo            | Luka Matković                    |
| 2022 | Shake It          | Mario Ilic                       |
| 2023 | Karamela          | Luka Matković                    |
| 2023 | S.O.S.            | Vienna Outlawz                   |
| 2023 | Da li se me       | Benjamin Delalić                 |
| 2023 | GoodFellas        | Arnej Misirlic                   |
| 2023 | Désolé            | Ana Cindric, Luka Matkovic       |
| 2023 | Padam             | NewEra                           |
| 2023 | Dale              | NewEra                           |
| 2023 | Randevu           | Shizi                            |
| 2024 | Puklo nebo        | NewEra                           |
| 2024 | 7ice              | NewEra                           |
| 2024 | Gori more         | NewEra                           |
| 2025 | Don Diego         | NewEra                           |

## Promoveröffentlichungen
Promo-Singles

| Jahr | Titel Album                     | Höchstplatzierung, Gesamtwochen, AuszeichnungChartplatzierungen (Jahr, Titel, Album, Platzierungen, Wochen, Auszeichnungen, Anmerkungen) | Höchstplatzierung, Gesamtwochen, AuszeichnungChartplatzierungen (Jahr, Titel, Album, Platzierungen, Wochen, Auszeichnungen, Anmerkungen) | Höchstplatzierung, Gesamtwochen, AuszeichnungChartplatzierungen (Jahr, Titel, Album, Platzierungen, Wochen, Auszeichnungen, Anmerkungen) | Anmerkungen                                                                           |
| Jahr | Titel Album                     | DE | AT | CH | Anmerkungen                                                                           |
| ---- | ------------------------------- | --- | --- | --- | ------------------------------------------------------------------------------------- |
| 2015 | Casino Stari Radio              | — | — | — | Erstveröffentlichung: 6. September 2015                                               |
| 2015 | Dom Stari Radio                 | — | — | — | Erstveröffentlichung: 29. Juni 2015                                                   |
| 2016 | Dominantna Best Imperia Collabs | — | — | — | Erstveröffentlichung: 2016 feat. Dado Polumenta                                       |
| 2016 | Anđeo Stari Radio               | — | — | — | Erstveröffentlichung: 3. Februar 2016                                                 |
| 2016 | Skandal Stari Radio             | — | — | — | Erstveröffentlichung: 13. April 2016                                                  |
| 2016 | To me radi Viktorijina tajna    | — | — | — | Erstveröffentlichung: 8. Juli 2016 Maya Berović feat. Buba Corelli & Jala Brat        |
| 2016 | Restart Kruna                   | — | — | — | Erstveröffentlichung: 4. November 2016                                                |
| 2020 | Partijam Futura                 | — | — | — | Erstveröffentlichung: 16. Oktober 2020                                                |
| 2021 | Bijele flaše Futura             | — | — | — | Erstveröffentlichung: 18. August 2021 feat. Elena                                     |
| 2021 | Dugme Futura                    | — | — | — | Erstveröffentlichung: 22. August 2021                                                 |
| 2021 | Moskva Futura                   | — | — | — | Erstveröffentlichung: 24. August 2021                                                 |
| 2021 | Andale Futura                   | — | — | — | Erstveröffentlichung: 26. August 2021                                                 |
| 2021 | Noć Futura                      | — | AT62 (1 Wo.)AT | — | Erstveröffentlichung: 27. August 2021 feat. Hava                                      |
| 2021 | LMTD Futura                     | — | — | — | Erstveröffentlichung: 30. August 2021                                                 |
| 2021 | MBM Futura                      | — | — | — | Erstveröffentlichung: 3. September 2021 feat. C-Kan                                   |
| 2021 | Pilula Futura                   | — | — | — | Erstveröffentlichung: 5. September 2021 feat. Buba Corelli                            |
| 2021 | Dostojevski Futura              | — | — | — | Erstveröffentlichung: 7. September 2021 feat. Dylan & Light                           |
| 2021 | Maria Futura                    | — | — | — | Erstveröffentlichung: 10. September 2021 feat. MC Hariel                              |
| 2021 | OMG Futura                      | — | — | — | Erstveröffentlichung: 12. September 2021 feat. Noizy                                  |
| 2021 | Film Futura                     | — | — | — | Erstveröffentlichung: 14. September 2021                                              |
| 2021 | Adrenalina Futura               | — | — | — | Erstveröffentlichung: 24. September 2021 feat. Tory Lanez                             |
| 2023 | GoodFellas                      | — | — | — | Erstveröffentlichung: 20. Juni 2023 mit Buba Corelli feat. FT Kings                   |
| 2023 | 10 do 2 GoodFellas              | — | AT36 (2 Wo.)AT | — | Erstveröffentlichung: 25. Juli 2023 mit Buba Corelli feat. RAF Camora                 |
| 2023 | Aisha GoodFellas                | — | — | — | Erstveröffentlichung: 25. Juli 2023 mit Buba Corelli                                  |
| 2023 | Bad Bitch GoodFellas            | — | — | — | Erstveröffentlichung: 25. Juli 2023 mit Buba Corelli                                  |
| 2023 | Dale GoodFellas                 | — | AT38 (2 Wo.)AT | — | Erstveröffentlichung: 25. Juli 2023 mit Buba Corelli feat. Hava                       |
| 2023 | Hakimi GoodFellas               | — | — | — | Erstveröffentlichung: 25. Juli 2023 mit Buba Corelli                                  |
| 2023 | La muria GoodFellas             | — | — | — | Erstveröffentlichung: 25. Juli 2023 mit Buba Corelli feat. Baby Gang & Higashi        |
| 2023 | Marakesh GoodFellas             | — | — | — | Erstveröffentlichung: 25. Juli 2023 mit Buba Corelli feat. Bounty & Cocoa & DJ Tomekk |
| 2023 | Savastano GoodFellas            | — | — | — | Erstveröffentlichung: 25. Juli 2023 mit Buba Corelli                                  |
| 2023 | Zvijer GoodFellas               | — | — | — | Erstveröffentlichung: 25. Juli 2023 mit Buba Corelli                                  |

## Sonderveröffentlichungen
| Jahr | Titel Album                                          | Anmerkungen                                                                               |
| ---- | ---------------------------------------------------- | ----------------------------------------------------------------------------------------- |
| 2014 | K.V.P.N. Zulum                                       | Erstveröffentlichung: 21. Juli 2014 G Recordz feat. Jala Brat                             |
| 2015 | Tarantinov film Mladi tarantino                      | Erstveröffentlichung: 5. Januar 2015 Makk feat. Jala Brat                                 |
| 2015 | Slike Kripton                                        | Erstveröffentlichung: 8. August 2015 Klijent feat. Jala Brat                              |
| 2015 | Volim te Kripton                                     | Erstveröffentlichung: 8. August 2015 Klijent feat. Jala Brat                              |
| 2015 | Dejan matić Najgori od sve djece                     | Erstveröffentlichung: 6. Oktober 2015 Loš Sin feat. Jala                                  |
| 2015 | Extazy Najgori od sve djece                          | Erstveröffentlichung: 6. Oktober 2015 Loš Sin feat. Jala                                  |
| 2015 | Nocima ga davao Najgori od sve djece                 | Erstveröffentlichung: 6. Oktober 2015 Loš Sin feat. Jala Brat & Maja Majami               |
| 2016 | Zvezde placu za nama Greska                          | Erstveröffentlichung: 16. Februar 2016 Vuk Mob feat. Jala Brat & Marko Moreno             |
| 2018 | V.I.P. 7                                             | Erstveröffentlichung: 9. Juli 2018 Maya Berović feat. Jala Brat                           |
| 2019 | Magija Halo                                          | Erstveröffentlichung: 1. Februar 2019 Severina feat. Jala Brat                            |
| 2019 | Otrove Halo                                          | Erstveröffentlichung: 1. Februar 2019 Severina feat. Jala Brat                            |
| 2019 | Bacim Tal Retro Collection                           | Erstveröffentlichung: 25. Juli 2019 Klijent feat. Jala Brat & Kontra                      |
| 2019 | Kao da nemam nista Retro Collection                  | Erstveröffentlichung: 25. Juli 2019 Klijent feat. Jala Brat & Smayla                      |
| 2019 | Oziljci Retro Collection                             | Erstveröffentlichung: 25. Juli 2019 Klijent feat. Jala Brat                               |
| 2019 | LaLaLa Augen Husky                                   | Erstveröffentlichung: 12. September 2019 Olexesh feat. Jala Brat, Buba Corelli & DJ Katch |
| 2021 | Balmain Viktorijina tajna                            | Erstveröffentlichung: 15. Oktober 2021 Maya Berović feat. Buba Corelli & Jala Brat        |
| 2021 | Mala lomi Viktorijina tajna                          | Erstveröffentlichung: 15. Oktober 2021 Maya Berović feat. Buba Corelli & Jala Brat        |
| 2021 | To me radi Viktorijina tajna                         | Erstveröffentlichung: 15. Oktober 2021 Maya Berović feat. Buba Corelli & Jala Brat        |
| 2021 | Balmain (Live) Koncert – Live at Štark Arena 2018    | Erstveröffentlichung: 2. Dezember 2021 Maya Berović feat. Buba Corelli & Jala Brat        |
| 2021 | Mala lomi (Live) Koncert – Live at Štark Arena 2018  | Erstveröffentlichung: 2. Dezember 2021 Maya Berović feat. Buba Corelli & Jala Brat        |
| 2021 | To me radi (Live) Koncert – Live at Štark Arena 2018 | Erstveröffentlichung: 2. Dezember 2021 Maya Berović feat. Buba Corelli & Jala Brat        |
| 2022 | Čaše gore Ljubav vodi me                             | Erstveröffentlichung: 20. Dezember 2022 Elena feat. Jala Brat                             |
| 2023 | Vajbuje Plava krv                                    | Erstveröffentlichung: 23. Mai 2023 Devito feat. Jala Brat & Buba Corelli                  |

| Jahr | Titel Album                                                        | Anmerkungen                                                               |
| ---- | ------------------------------------------------------------------ | ------------------------------------------------------------------------- |
| 2016 | Ljubav je … Eurovision Song Contest Stockholm 2016 (Come Together) | Erstveröffentlichung: 15. April 2016 Dalal & Deen feat. Jala & Ana Rucner |

## Statistik

### Chartauswertung
|                     | DE    | AT    | CH    |
| ------------------- | ----- | ----- | ----- |
| Nummer-eins-Alben   | DE—DE | AT—AT | CH—CH |
| Top-10-Alben        | DE—DE | AT2AT | CH1CH |
| Alben in den Charts | DE1DE | AT5AT | CH6CH |

|                       | DE    | AT     | CH    |
| --------------------- | ----- | ------ | ----- |
| Nummer-eins-Singles   | DE—DE | AT1AT  | CH—CH |
| Top-10-Singles        | DE—DE | AT3AT  | CH—CH |
| Singles in den Charts | DE2DE | AT25AT | CH3CH |

### Auszeichnungen für Musikverkäufe
Anmerkung: Auszeichnungen in Ländern aus den Charttabellen bzw. Chartboxen sind in ebendiesen zu finden.
| Land/RegionAuszeichnungen für Musikverkäufe (Land/Region, Auszeichnungen, Verkäufe, Quellen) | Gold     | Platin     | Verkäufe | Quellen |
| -------------------------------------------------------------------------------------------- | -------- | ---------- | -------- | ------- |
| Österreich (IFPI)                                                                            | 6× Gold6 | 2× Platin2 | 150.000  | ifpi.at |
| Insgesamt                                                                                    | 6× Gold6 | 2× Platin2 |          |         |